# Casiano Céspedes
Casiano Céspedes (1924 –) paraguayi labdarúgóhátvéd.